# Piscinola
Piscinola es un barrio de la ciudad de Nápoles, en Italia. Forma parte de la Municipalità 8 junto a Chiaiano y Scampia. Situado en la zona norte de la ciudad, limita con los siguientes barrios: al norte con Scampia, al oeste con Chiaiano, al sur con San Carlo all'Arena y al este con Miano; además, al noroeste limita con el municipio de Mugnano di Napoli.
Tiene una superficie de 3,55 km² y una población de 27.534 habitantes.

## Etimología
El topónimo deriva de la palabra latina piscinula, es decir, piscina o tanque de agua, tal vez haciendo referencia a alguna antigua estructura hidráulica del asentamiento original.
El nombre de Piscinola aparece por primera vez en documentos notariales que tratan de cesiones de terrenos; en algunos de ellos también se hace referencia a las iglesias del Santísimo Salvador y de San Sossio. El documento más antiguo data del año 250.

## Historia
Probablemente los primeros habitantes de Piscinola fueron unos veteranos romanos de las guerras púnicas, a los cuales Roma otorgó parcelas de tierra pública (ager publicus) para que las cultivaran y defendieran con las armas en caso de motines de la población local. La colonización fue lenta y fue solo alrededor del 100 a. C. que se desarrollaron los primeros asentamientos permanentes, como demuestran los numerosos hallazgos arqueológicos traídos a la luz en la zona a lo largo del siglo XX. Los hallazgos de vasijas, ánforas, armas y numerosos objetos de la vida cotidiana demuestran la preexistencia de villas patricias en esta zona.
Piscinola formó parte de la Liburia, uno de los cinco distritos en que se dividía el Ducado de Nápoles. A lo largo de la Alta Edad Media, sufrió diversos saqueos e incursiones por parte de los pueblos conquistadores, entre ellos los Lombardos, en lucha con el Ducado de Nápoles. Tras un acuerdo (pactum) entre el duque de Nápoles y Arechis II, en el año 786, la Liburia fue dividida entre Napolitanos y Lombardos y Piscinola se convirtió en un casale del Ducado de Nápoles. Los casali eran pequeños aglomerados de casas rurales que rodeaban la capital, Nápoles, y pertenecían al Estado (demaniali) o a familias nobles (feudali). En el siglo XI, el duque Sergio IV de Nápoles cedió Piscinola y otros casali al normando Ranulfo Drengot, primer conde de Aversa, como dote de boda de su hermana, quien había sido cedida en matrimonio al conde como oferta de paz entre los dos pueblos. A lo largo de los siglos, Piscinola siguió defendiendo su autonomía de casale demaniale, dependiendo únicamente del rey de Nápoles. 
Durante la administración francesa de José Bonaparte (1806-1808) y Joaquín Murat (1808-1815), Piscinola fue convertida en Decurionato, eligiendo a su propio sindaco (alcalde). Después de la restauración borbónica y el nacimiento del Reino de las Dos Sicilias, se convirtió en un municipio autónomo, en 1816. Tras la Unificación italiana, el rey Víctor Manuel II incorporó Piscinola a la ciudad de Nápoles, el 1 de enero de 1866, antes como villaggio (aldea) y luego como frazione (fracción). A principios de los 80 del siglo pasado, Piscinola junto a la zona de Marianella, que está integrada en él, se volvió una de las 21 circoscrizioni en las que fue dividido el territorio de la ciudad de Nápoles. Desde la reforma de 2005, con la creación de las municipalità, Piscinola forma parte de la Municipalità 8 junto a Chiaiano y Scampia.

## Monumentos y sitios de interés
- Casco antiguo, que se desarrolla en torno a la iglesia del Santissimo Salvatore.
- Iglesia del Santissimo Salvatore, el templo católico principal del barrio, cuya fundación probablemente se remonta al siglo X.
- Iglesia de la Arciconfraternita Estaurita del Santissimo Sacramento (siglo XVI).
- Iglesias de la Madonna delle Grazie, Santa Maria del Soccorso y Santa Maria della Pietà.
- Varios hallazgos arqueológicos.
- Varios palacios nobiliarios, que fueron principalmente residencias de verano de la nobleza napolitana, como Palazzo De Luna, Palazzo Grammatico, Palazzo Don Carlo, Palazzo Chiarolanza y Palazzo Fioretto.
- Case a corte (casas con patio) y masserie (un tipo de construcción rural del Sur de Italia).
- Vico operai (Callejón de los obreros), calle histórica edificada por los cultivadores de los campos de Scampia.
- Villa comunale "Mario Musella", parque público dedicado al músico y cantante Mario Musella, natural de Piscinola.[6]
- Biblioteca municipal "Domenico Severino".[7]

## Transporte
El barrio es servido por las estaciones Piscinola-Scampia de Línea 1 del metro de Nápoles y Piscinola Scampia de la Línea Arcobaleno, y las líneas de autobús de ANM (urbanas) y CTP (extraurbanas).